# Нинослав Златановић
Нинослав Златановић (Лесковац, 1954) истакнути је лекар и бивши начелник хирургије Опште болнице у Лесковцу.

## Биографија
Рођен је 1954. године у Лесковцу, где је завршио основну школу и гимназију, а Медицински факултет 1979 у Београду. По завршетку лекарског стажа радио је у Дому здравља у Вучју од 1980. до 1983. као лекар опште праксе, а од маја 1983. године је у Служби опште хирургије и трауматологије. Специјалистички испит положио 1987. године у Београду. Био је секретар и председник Подружнице СЛД у Лесковцу, члан Уредништва часописа Подружнице у Лесковцу „Apollinem Medicum et Aesculapium", професор хирургије у Медицинској школи. Добитник захвалнице СЛД у 1994. години.
Крајем 2000. године др Нинослав Златановићје смењен са дужности начелника Хируршке службе.